# Gonzi
Gonzi est un patronyme italien et maltais. 

## Étymologie
L'origine du nom Gonzi est obscure. Il dérive peut-être de l'anthroponyme germanique Gunzo ou Guntzo, notamment porté par un duc alaman du VIIe siècle et par un évêque de Worms du IXe siècle ; introduit en Italie par les Lombards au VIe siècle et adopté par les autochtones, il sera notamment porté au Xe siècle par l'abbé et grammairien italien Gunzon de Novare. Gunzo est un hypocoristique d'anthroponymes et de prénoms germaniques commençant par l'élément gund ou gunt qui signifie « guerrier ».

## Distribution du patronyme dans le monde
Selon le site Forebears, environ 983 personnes portaient ce nom en 2014, essentiellement en Italie (notamment en Toscane et en Émilie-Romagne). 
Ce patronyme italien est également présent à Malte qui était en 2014 le pays où le pourcentage de personnes portant ce nom de famille était le plus élevé. 
En revanche, le patronyme Gonzi présent dans l'est de l'Afrique, notamment en Tanzanie, a vraisemblablement une autre origine ; il dérive peut-être du mot gunzi qui signifie en swahili « épi (de maïs) ». 
| Pays       | Nombre de personnes portant ce patronyme (2014) |
| ---------- | ----------------------------------------------- |
| Italie     | 437                                             |
| Tanzanie   | 182                                             |
| Argentine  | 134                                             |
| Malte      | 78                                              |
| Zimbabwe   | 51                                              |
| Angleterre | 38                                              |
| États-Unis | 29                                              |
| Canada     | 9                                               |
| Australie  | 6                                               |
| Espagne    | 3                                               |

## Personnalités portant ce patronyme
- Gonzi (homonymie)